# Чадир-Лунгзький драматичний театр імені Михайла Чакіра
Чадир-Лунгзький драматичний театр імені Михайла Чакіра (гаг. Gagauz Milli Teatrusu) — драматичний театр у м. Чадир-Лунга. Названий на честь молдовського і гагаузського священнослужителя і просвітителя, ініціатора книговидання на молдавській і гагаузькій мові Михайла Чакіра.

## Історія
У 1997 році був створений Гагаузський національний драматичний театр імені Михайла Чакіра. З моменту заснування театру він не мав власного приміщення. Театр розташовувався у Чадир-Лунгзькому будинку культури. Театр орендував приміщення на другому поверсі, а спектаклі ставив у залі на першому поверсі.
10 листопада 2011 року театр виконавчий комітет Гагаузької автономії ухвалив рішення про ліквідацію театру. Планувалося створити підприємство «Гагаузконцерт», в рамках якого повинен був існувати театр. Проте підприємство не створено. Натомість був утворений Чадир-Лунгзький драматичний театр імені Михайла Чакіра, який фактично став правонаступником Гагаузського національного драматичного театру імені Михайла Чакіра. Колекти залишився таким же, натомість підпорядкування змінилося. Театр з загальногагаузького перетворився на міський.
З моменту ліквідації до березня 2012 року театр вистави не ставив. Лише 27 березня 2012 року втративши статус національного, але отримавши статус міського трупа театру поставила три вистави для дітей дошкільного та шкільного віку, а також одну для дорослого глядача — спектакль по мотивами п'єси видатного гагаузького письменника і поета Тодура Занета «Зачарований підвал».